# Vrhunska tehnologija
Vrhunska tehnologija predstavlja najveći stepen u razvoju, bilo uređaja, tehnike ili nekog naučnog polja, koji je postignut u određeno vrijeme. 

## Etimologija
Najstarija upotreba termina vrhunska tehnologija datira još iz 1910. godine, kada se po prvi put pojavila u inženjerskom priručniku, koji je napisao Henri Harison Sapli, po imenu Gas Turbine: progress in the design and construction of turbines operated by gases of combustion.

## Literatura
- Anderson, John (1999). A history of aerodynamics and its impact on flying machines. Cape Town: Cambridge University Press.  978-0-521-66955-9.
- Ide, Nancy; Jean Veronis (1984). „Word Sense Disambiguation: The State of the Art”. Computational Linguistics 24.